# جمود نعشی

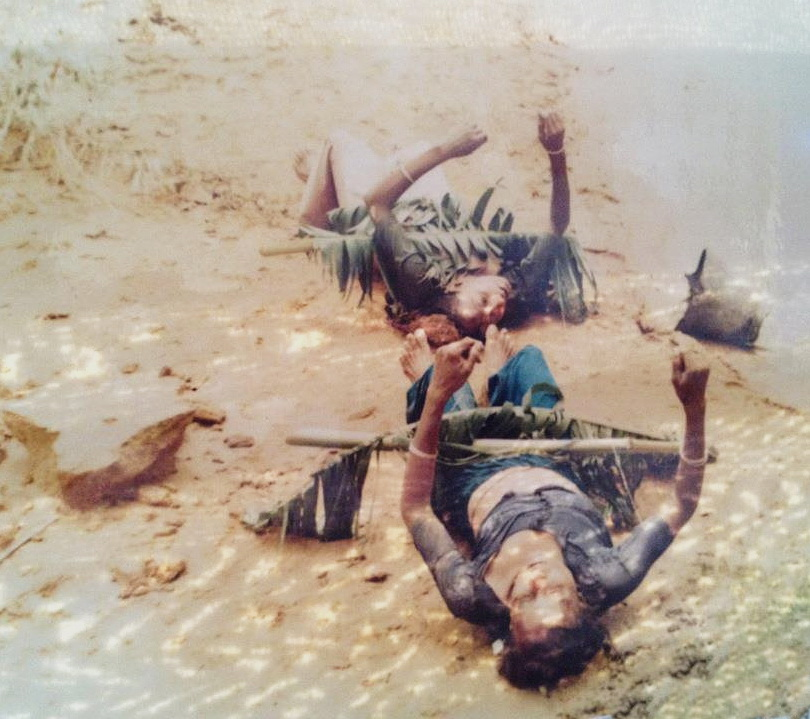
قربانیان گردباد سال ۱۹۹۱ بنگلادش.جنازه به وضوح نشاندهنده ریگورمورتیس می‌باشد.

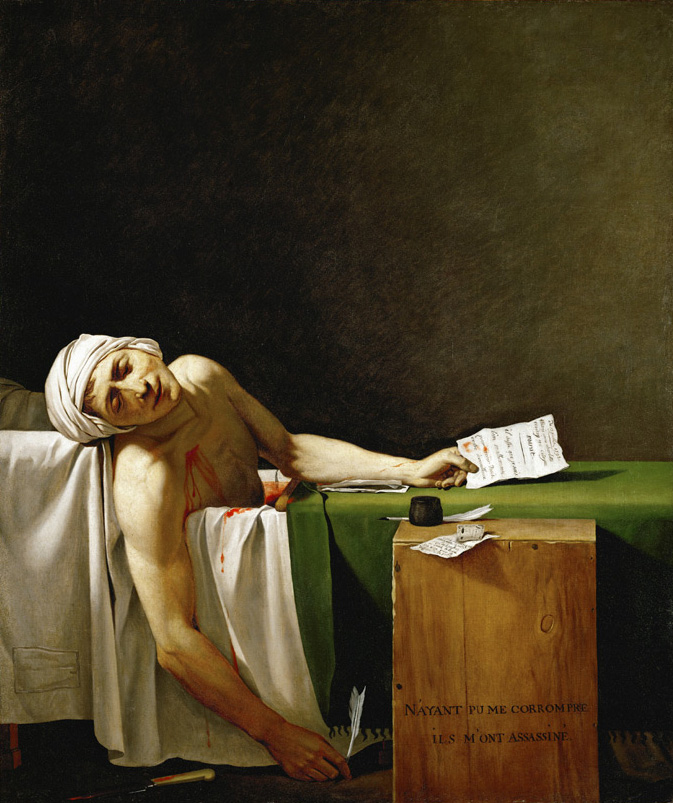
سفت شدن ماهیچه‌ها پس از مرگ. (نقاشی اثر ژاک-لویی داوید)

جمود نعشی یا مرگاخُشکی یا ریگورمورتیس (به لاتین: Rigor mortis) حالتی است که پس از مرگ در ماهیچه‌های جانداران رخ می‌دهد و در جریان آن بافت‌های ماهیچه‌ای سفت و سخت می‌شود. تخلیه سلول عضلانی از انرژی جمود نعش را توجیه می‌کند. ابن‌سینا در کتاب رگشناسی، واژه مرگاخُشکی را برای این حالت بکار برده است. این حالت در آدمی ۳ ساعت پس از زمان مرگ آغاز می‌شود و ۱۲ ساعت پس از آن به اوج می‌رسد و شاید تا ۳۶ ساعت پس از مرگ نیز این حالت دنباله داشته باشد.

مرگاخُشکی پس از گذشت ۱۸ تا ۳۶ ساعت پس از مرگ به آرامی آغاز به از میان رفتن می‌کند؛ و ۷۲ ساعت (سه روز) پس از مرگ این حالت یکسره از میان می‌رود.

## علت‌شناسی زیست‌شیمی
پس از مرگ، تنفس یاخته‌ای هم بازمی‌ایستد و به‌دنبال آن تولید آ تی پی(ATP) بازمی‌ایستد. در حقیقت سختی و خشک‌شدگی ماهیچه‌ها در مرگاخُشکی، برآمده از پایان یافتن آدنوزین تری فسفات است که برای جدا کردن پل‌های عرضی از رشته‌های اکتین و میوزین در روند رفع انقباض یا شل شدن ماهیچه نیاز است. ماهیچه‌ها در حالت سخت شدگی می‌مانند تا اینکه پروتئین‌های ماهیچه فروپاشیده شوند که معمولاً در نتیجه خودکافت ناشی از آنزیم‌هایی به وجود می‌آید که نزدیک به ۱۵ تا ۲۵ ساعت پس از لیزوزومها آزاد می‌شوند و این روند در دماهای بالاتر تندتر انجام می‌شود. مرگاخُشکی دو تا چهار ساعت پس از مرگ آغاز می‌شود.

## روند گسترش مرگاخُشکی ماهیچه‌ها در بدن
مرگاخُشکی نخست از ماهیچه‌های چانه و گردن آغاز و سپس این فرایند از سوی سر به سوی پاها گسترش می‌یابد و هشت تا دوازده ساعت پس از مرگ کامل می‌گردد؛ و آرواره‌ها، گردن و تن همانند یک تکه چوب سفت و خشک می‌شوند که این خشک شدگی باعث می‌گردد که تن را در همان حالتی که گمان می‌رود درگذشته باشد سخت و خشک نگه می‌دارد، تا جایی که اگر پیکری تکان داده شده باشد بازوها و پاها به همان حالتی که در هنگام مرگ بودند خشک می‌ماند و این باور که در یک زمان در سر تا سر تن به صورت یکدست ایجاد می‌شود نادرست است.

## کاربرد در پزشکی قانونی
بررسی نشانه‌های در پیوسته با مرگاخُشکی در پزشکی قانونی نقش مهمی‌دارد. سختی و اندازه سفت شدگی ماهیچه‌ها می‌تواند زمان کمابیش مرگ را آشکار کند. اگرچه باید این نکته را یادآوری کرد که این عامل به دلیل متغیرهای فراوانی که دخیل‌اند (مانند چاقی، لاغری، دمای بدن) در ارزیابی و آشکار ساختن دقیق زمان مرگ به ندرت مورد استفاده قرار می‌گیرند.

در حقیقت می‌توان گفت اگر زیر بغل متوفا گرم باشد و بدن دچار مرگاخُشکی شده باشد به گمان فراوان مرگ نزدیک به سه ساعت پیش روی داده است.

## کاربرد در صنعت
اندریافت فرایند مرگاخُشکی در صنعت گوشت برای فرآوری گوشت دلپذیر ارزشمند است. اگر گوشت بی‌درنگ پس از کشتار، تا دمای ۱۵درجه سرد شود(گوشت منجمد به این روش آماده می‌گردد)، پدیده کوتاه شدن ماهیچه‌ها روی داده و ماهیچه‌ها به یک سوم اندازه خود می‌رسند. این پدیده مایه برون رفت آب ماهیچه‌ها و سفت شدن گوشت و به همراه آن از دست رفتن ویتامین و پروتئین‌های محلول در آب شده و کیفیت گوشت به اندازه چشمگیری کاهش می‌یابد. علت بنیادین پدیده کوتاه شدگی ماهیچه، آزاد شدن یون‌های کلسیم در اثر تحریک سرمایی می‌باشد. در صنعت گوشت پیشرفته برای جلوگیری از این پدیده روشی به نام برانگیختن الکتریکی لاشه بی درنگ پس از کشتار و در هنگام سرد کردن، با جریان الکتریسیته پی در پی بکارگرفته می‌شود که باعث مصرف شدن همه آ.ت. پ اندوخته شده در گوشت گردیده و کوتاه شدگی ماهیچه در هنگام سرد کردن گوشت، روی نخواهد داد.